# Barikot
Barikot, l'antica Bazira, è una città del Pakistan, della Provincia della Frontiera del Nord Ovest, nella valle dello Swat.
Un tempo importante centro del Uḍḍiyana fu assediata da Alessandro Magno nel 327 a.C.

Con Aśoka Barikot divenne parte dell'Impero Maurya e subì l'influenza buddista.
Successivamente rimase una città importante nel Regno indo-greco, centro di diffusione del Buddismo verso l'Asia Centrale e di elaborazione sincretica.
 
Dal I al III secolo fu parte integrante dell'impero Kushan.
Dal 1984 Barikot è oggetto di scavi archeologici diretti dall'IsIAO, grazie ai quali sono state rinvenute le mura di età alessandrina, costruite in base ai sistemi di misura attici e numerosissime statue di arte del Gandhara ora conservate presso il MAO di Torino.